# Northrop Frye

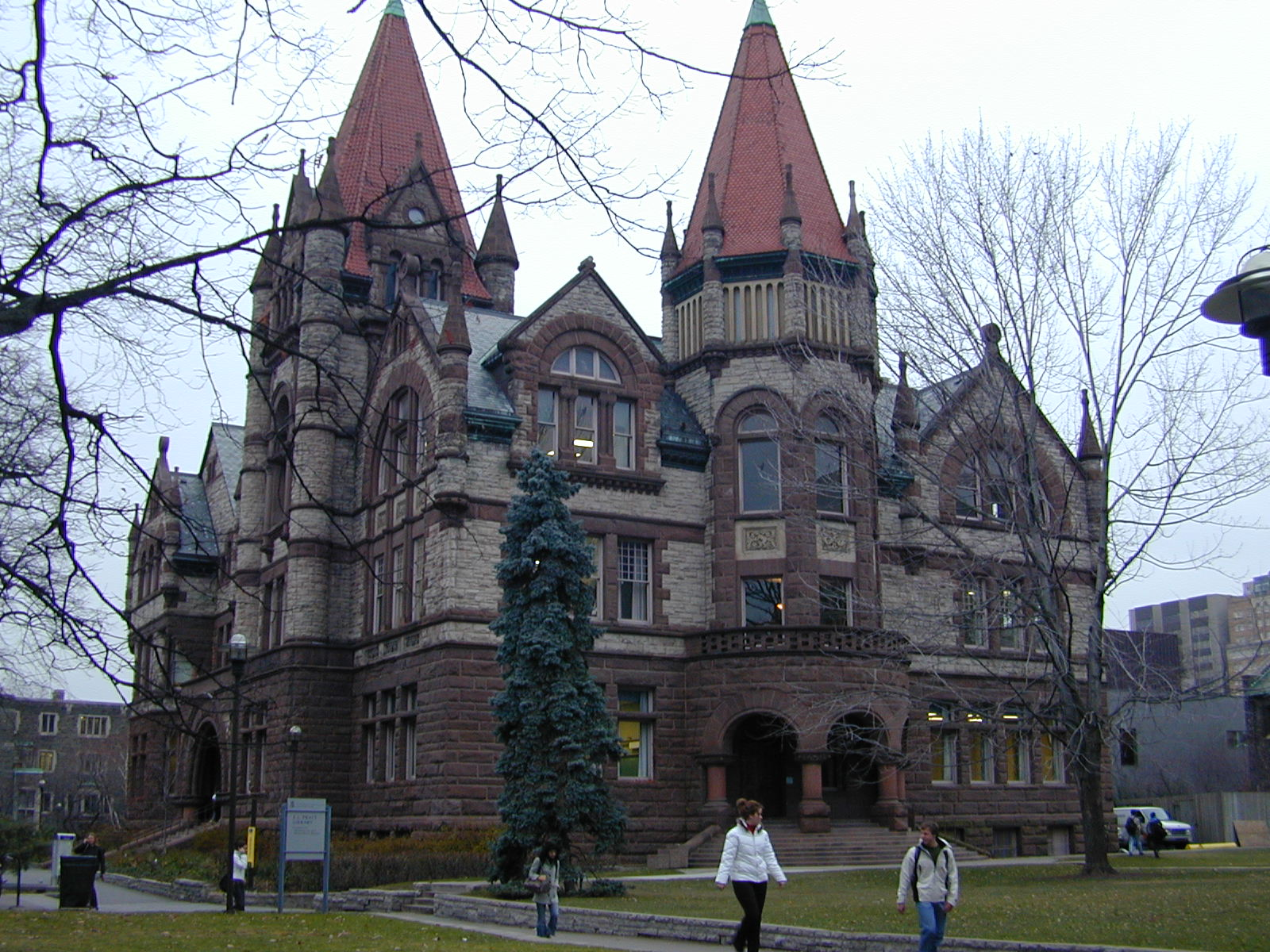
Northrop Frye Hall v areálu Victoria University

Herman Northrop Frye, CC, FRSC (14. července 1912 Sherbrooke, Québec – 23. ledna 1991 Toronto) byl kanadský literární kritik a literární teoretik. Je autorem řady literárněvědných publikací a jeho kniha Anatomy of Criticism (1957), která vyšla roku 2003 také v češtině pod názvem Anatomie kritiky, je dodnes považována za jednu z klíčových prací literární teorie druhé poloviny 20. století.
Northrop Frye se narodil v Sherbrooku v kanadské provincii Québec a vyrostl v Monctonu (Nový Brunšvik). V roce 1933 dokončil studia filozofie a anglické literatury na Victoria College, Victoria University (University of Toronto), pokračoval studiem teologie na Emmanuel College, Victoria University, (University of Toronto), a v roce 1936 byl vysvěcen na kněze United Church of Canada. Po vysvěcení odjel do Anglie, kde nějaký čas studoval na Merton College v Oxfordu. Celou svou profesní kariéru Frye strávil v Torontu na Victoria University, kde od roku 1978 až do své smrti působil jako rektor. V letech 1974-75 působil také jako hostující profesor na univerzitě v Harvardu.
Prvního mezinárodního uznání se dostalo jeho analýze veršů Williama Blakea (které byly dříve nahlíženy jako obskurní a nesrozumitelné), kterou publikoval již jako student. Frye ukázal, že jsou založeny na systému metafor z Bible a Miltonova Ztraceného ráje. Tato práce byla publikována roku 1947 pod názvem Fearful Symmetry. Analýze Bible se věnuje v práci Great code. Jeho vrcholným dílem byla kniha Anatomy of Criticism: Four Essays z roku 1957. V letech 1976–1983 šlo o třetí nejcitovanější publikaci v humanitních a sociálních vědách.. Stručnější a přístupnější formou zpracoval své názory v závěru života v knize The double vision.

## Dílo
- Fearful Symmetry: A Study of William Blake (1947)
- Anatomy of Criticism (1957). Česky: Anatomie kritiky, Host 2003, přel. Sylva Ficová.
- The Well-Tempered Critic (1963)
- A Natural Perspective (1965)
- The Bush Garden: Essays on the Canadian Imagination (1971)
- Divisions on a Ground: Essays on Canadian Culture (1982)
- The Great Code: The Bible and Literature (1982). Česky: Velký kód: Bible a literatura, Host 2000, přel. Sylva Ficová a Alena Přibáňová.
- The Double Vision: Language and Meaning in Religion (1991). Česky: Dvojí vidění: jazyk a význam v náboženství, Malvern 2014, přel. Kateřina Černá.